# هنري جي. برينتون
هنري جي. برينتون (بالإنجليزية: Henry G. Brinton)‏ هو كاتب أمريكي، ولد في 21 فبراير 1960 في واشنطن العاصمة في الولايات المتحدة.